# Poker Face (série de televisão)
Poker Face é uma série de televisão norte-americana de crime e comédia dramática criada por Rian Johnson para o serviço de streaming Peacock.
Peacock anunciou a série em março de 2021, com Lyonne contratada e Johnson como diretor. A primeira temporada de Poker Face consistiu em 10 episódios e estreou em 26 de janeiro de 2023. A série recebeu elogios da crítica. Em fevereiro de 2023, foi renovada para uma segunda temporada. Lyonne foi indicada como Melhor Atriz Principal em Série de Comédia no 75º Primetime Emmy Awards.

## Enredo
Poker Face é uma série de assassinatos misteriosos, com cada episódio focado em personagens específicos, um formato popularizando por Columbo. É estrelada por Natasha Lyonne como Charlie Cale, uma funcionária de cassino em fuga que se envolve em várias mortes misteriosas de estranhos ao longo do caminho.

## Elenco
- Natasha Lyonne como Charlie Cale, uma garçonete com a incrível habilidade de saber quando as pessoas estão mentindo.
- Recorrente: Benjamin Bratt como Cliff LeGrand,[7] chefe da segurança do cassino onde Charlie trabalha, com quem ela se vê em desacordo.

Diversos outros atores realizaram participações especiais.

## Produção
O projeto foi anunciado em março de 2021, com Rian Johnson atuando como criador, escritor, diretor e produtor executivo. Ele afirmou que a série seria "misteriosa" e "divertida", voltada para o estilo um "caso da semana". A série foi inspirada pelo formato de Columbo. Johnson também usou Magnum, P.I., The Rockford Files, Quantum Leap, Highway to Heaven e The Incredible Hulk como referências. Johnson estava interessado em "fazer aquela coisa de Columbo ou mesmo Quantum Leap de fazer com que cada episódio fosse um mergulho antropológico profundo em um pequeno canto dos Estados Unidos". Em 15 de fevereiro de 2023, Peacock renovou a série para uma segunda temporada.

### Escolha do elenco
O anúncio da série incluía que Natasha Lyonne serviria como atriz principal. Ela foi abordada anteriormente por Johnson sobre trabalharem juntos. Como explicou Johnson, o papel foi “completamente feito sob medida para ela”. Embora a série compartilhe coisas em comum com Columbo, os escritores procuraram diferenciar o personagem principal e seu trabalho fora da lei.
Devido aos aspectos da série, os episódios contam com diversas estrelas convidadas. O diretor foi inspirado pelo número de atores que estrelaram em Columbo, querendo considerar cada ator convidado como a estrela do episódio, o que lhes permitiu atrair muitos atores.
Em abril de 2022, Benjamin Bratt juntou-se à série. Em vez de uma participação especial, seu papel seria Cliff, chefe da segurança de um cassino onde Charlie trabalha. Quando ela escapa do cassino, seu personagem vai atrás dela, o que Bratt chama de "um relógio para o show".

### Filmagens
De acordo com o diretor da Hudson Valley Film Commission, as filmagens foram feitas em Newburgh, Nova Iorque, e ocorreram de abril a outubro de 2022, em locais em meados do Vale do Hudson. Pelo menos um episódio da série foi filmado no final de agosto de 2022 em Albuquerque, Novo México. Cenas ao ar livre foram filmadas em Laughlin, Nevada, em setembro de 2022.

## Lançamento
Poker Face estreou em 26 de janeiro de 2023, com os primeiros quatro episódios disponíveis imediatamente e o restante estreando semanalmente.
As vendas internacionais são gerenciadas pela Paramount Global Content Distribution. A série está disponível na Citytv no Canadá e Stan na Austrália. Estreou na Ásia via Rock Entertainment em 24 de maio de 2023. A série também foi lançada no Reino Unido pela Sky Max em 26 de maio de 2023..
A Paramount também cuidou da distribuição de mídia doméstica, com a Paramount Home Entertainment lançando a primeira temporada exclusivamente em Blu-ray em 12 de setembro de 2023.

## Recepção
Poker Face foi recebido com aclamação da crítica após o lançamento. O site agregador de resenhas Rotten Tomatoes relatou um índice de aprovação de 99% com uma classificação média de 8,5/10, com base em 88 críticas. Metacritic, que usa uma média ponderada, atribuiu uma pontuação de 84 em 100 com base em 40 críticos, indicando "aclamação universal".
Richard Roeper do Chicago Sun-Times deu uma classificação de 3,5 de 4 estrelas e disse: "A parte bonita é assistir a incrível Charlie de Natasha Lyonne desvendar o crime de uma forma inteligente e muitas vezes hilariante." Peter Travers da ABC News sentiu que Lyonne conseguiu "o papel de sua carreira" em Charlie e chamou Poker Face de "o melhor passeio da temporada de TV de 2023". Linda Holmes da NPR sentiu que o desempenho "inesquecível" de Lyonne provou ser o "Peter Falk de sua geração". Ben Travers da IndieWire deu à série um B e afirmou: "Poker Face será, pelo menos, uma diversão divertida. Mas... é difícil afastar a sensação de que Poker Face não é tão bom quanto poderia ter sido." Sophie Gilbert do The Atlantic acreditava que a obra teve sucesso em seus primeiros episódios "ao atender às cadências emocionais de pessoas e lugares esquecidos", mas criticou alguns personagens.

### Prêmios
| Ano  | Prêmio                                                | Categoria                                                                             | Nomeado(s)                                                                 | Resultado | Ref.   |
| ---- | ----------------------------------------------------- | ------------------------------------------------------------------------------------- | -------------------------------------------------------------------------- | --------- | ------ |
| 2023 | Black Reel Television Awards                          | Melhor Convidado, Série de Comédia                                                    | Lil Rel Howery                                                             | Pendente  | [ 29 ] |
| 2023 | Black Reel Television Awards                          | Melhor Convidado, Série de Comédia                                                    | S. Epatha Merkerson                                                        | Pendente  | [ 29 ] |
| 2023 | Golden Trailer Awards                                 | Melhor Comédia para Série de TV/Streaming                                             | "Fresh Starts"                                                             | Indicado  | [ 30 ] |
| 2023 | Hollywood Critics Association TV Awards               | Melhor Série de Streaming, Comédia                                                    | Poker Face                                                                 | Pendente  | [ 31 ] |
| 2023 | Hollywood Critics Association TV Awards               | Melhor Atriz em Série de Streaming, Comédia                                           | Natasha Lyonne                                                             | Pendente  | [ 31 ] |
| 2023 | Hollywood Critics Association TV Awards               | Melhor Ator Coadjuvante em Série de Streaming, Comédia                                | Benjamin Bratt                                                             | Pendente  | [ 31 ] |
| 2023 | Hollywood Critics Association TV Awards               | Melhor Direção em Série de Streaming, Comédia                                         | Rian Johnson (por "Escape from Shit Mountain")                             | Pendente  | [ 31 ] |
| 2023 | Hollywood Critics Association TV Awards               | Melhor Roteiro em Série de Streaming, Comédia                                         | Rian Johnson (por Dead Man's Hand")                                        | Pendente  | [ 31 ] |
| 2023 | Hollywood Critics Association Creative Arts TV Awards | Melhor Ator Convidado em Série de Comédia                                             | Simon Helberg                                                              | Pendente  | [ 31 ] |
| 2023 | Hollywood Critics Association Creative Arts TV Awards | Melhor Atriz Convidada em Série de Comédia                                            | Hong Chau                                                                  | Pendente  | [ 31 ] |
| 2023 | Hollywood Critics Association Creative Arts TV Awards | Melhor Atriz Convidada em Série de Comédia                                            | Stephanie Hsu                                                              | Pendente  | [ 31 ] |
| 2023 | Hollywood Critics Association Creative Arts TV Awards | Melhores Figurino Contemporâneo                                                       | Poker Face                                                                 | Pendente  | [ 31 ] |
| 2023 | Primetime Emmy Awards                                 | Melhor Atriz Principal em Série de Comédia                                            | Natasha Lyonne                                                             | Pendente  | [ 32 ] |
| 2023 | Primetime Creative Arts Emmy Awards                   | Melhor Atriz Convidada em Série de Comédia                                            | Judith Light                                                               | Pendente  | [ 32 ] |
| 2023 | Primetime Creative Arts Emmy Awards                   | Melhor Design de Produção para um Programa Narrativo Contemporâneo (uma hora ou mais) | Judy Rhee, Martha Sparrow, and Cathy Marshall (por "The Orpheus Syndrome") | Pendente  | [ 32 ] |
| 2023 | Primetime Creative Arts Emmy Awards                   | Melhor Coordenação de Dublês para uma Série de Comédia ou Programa de Variedades      | Tom Place                                                                  | Pendente  | [ 32 ] |
| 2023 | Set Decorators Society of America Awards              | Melhor Decoração/Design de uma Série Contemporânea de Uma Hora                        | Cathy T. Marshall, Elizabeth Eggert, Judy Rhee                             | Indicado  | [ 33 ] |
| 2023 | Television Critics Association Awards                 | Programa do Ano                                                                       | Poker Face                                                                 | Indicado  | [ 34 ] |
| 2023 | Television Critics Association Awards                 | Melhor Novo Programa                                                                  | Poker Face                                                                 | Indicado  | [ 34 ] |
| 2023 | Television Critics Association Awards                 | Realização Notável na Comédia                                                         | Poker Face                                                                 | Indicado  | [ 34 ] |
| 2023 | Television Critics Association Awards                 | Realização Individual na Comédia                                                      | Natasha Lyonne                                                             | Venceu    | [ 34 ] |